# 15e étape du Tour d'Espagne 2006
Pour un article plus général, voir Tour d'Espagne 2006.
La 15e étape du Tour d'Espagne 2006 a eu lieu le 10 septembre 2006 entre la ville de Motilla del Palancar et les Usines Ford de la ville de Almussafes sur une distance de 182 km. Elle a été remportée par l'Allemand Robert Förster (Gerolsteiner) qui devance au sprint l'Australien Stuart O'Grady (CSC) et l'Italien Danilo Napolitano (Lampre-Fondital). Alejandro Valverde (Caisse d'Épargne-Illes Balears) termine au cœur du peloton et conserve le maillot doré de leader du classement général à l'issue de l'étape.

## Profil et parcours
Une étape sans difficulté particulière. L'étape emprunte des routes plus sinueuses en fin de parcours.

## Déroulement

### Récit
Robert Förster remporte au sprint cette 15e étape, devant O'Grady et Napolitano.
Jorge García et Kjell Carlström, échappés dès le kilomètre 7, auront animé le début de course. L'Espagnol, seul rescapé de l'échappée, sera repris par le peloton à 14 kilomètres de l'arrivée.

### Points distribués
| Premier   | Jorge Garcia Espagne         | 4 pts |
| Second    | Kjell Carlström Finlande     | 2 pts |
| Troisième | José Antonio Garrido Espagne | 1 pt  |

| Premier   | Jorge Garcia Espagne         | 4 pts |
| Second    | José Antonio Garrido Espagne | 2 pts |
| Troisième | Enrico Poitschke Allemagne   | 1 pt  |

## Classement de l'étape
| \| Classement de l'étape \| Classement de l'étape \| Classement de l'étape \| Classement de l'étape \| Classement de l'étape \| \| Coureur \| Coureur \| Pays \| Équipe \| Temps \| \| --------------------- \| --------------------- \| --------------------- \| ------------------------------- \| --------------------- \| \| 1er \| Robert Förster \| Allemagne \| Gerolsteiner \| 4 h 24 min 55 s \| \| 2e \| Stuart O'Grady \| Australie \| CSC \| + 0 s \| \| 3e \| Danilo Napolitano \| Italie \| Lampre-Fondital \| + 0 s \| \| 4e \| Thor Hushovd \| Norvège \| Crédit Agricole \| + 0 s \| \| 5e \| Paolo Bettini \| Italie \| Quick Step-Innergetic \| + 0 s \| \| 6e \| Aurélien Clerc \| Suisse \| Phonak Hearing Systems \| + 0 s \| \| 7e \| Aaron Kemps \| Australie \| Astana \| + 0 s \| \| 8e \| Geoffroy Lequatre \| France \| Cofidis-Le Crédit par Téléphone \| + 0 s \| \| 9e \| Fred Rodriguez \| États-Unis \| Davitamon-Lotto \| + 0 s \| \| 10e \| Jean-Patrick Nazon \| France \| AG2R Prévoyance \| + 0 s \| |                    |            |                                 |                 |
| |                    |            |                                 |                 |
| |                    |            |                                 |                 |
| Classement de l'étape |                    |            |                                 |                 |
| Coureur | Coureur            | Pays       | Équipe                          | Temps           |
| 1er | Robert Förster     | Allemagne  | Gerolsteiner                    | 4 h 24 min 55 s |
| 2e | Stuart O'Grady     | Australie  | CSC                             | + 0 s           |
| 3e | Danilo Napolitano  | Italie     | Lampre-Fondital                 | + 0 s           |
| 4e | Thor Hushovd       | Norvège    | Crédit Agricole                 | + 0 s           |
| 5e | Paolo Bettini      | Italie     | Quick Step-Innergetic           | + 0 s           |
| 6e | Aurélien Clerc     | Suisse     | Phonak Hearing Systems          | + 0 s           |
| 7e | Aaron Kemps        | Australie  | Astana                          | + 0 s           |
| 8e | Geoffroy Lequatre  | France     | Cofidis-Le Crédit par Téléphone | + 0 s           |
| 9e | Fred Rodriguez     | États-Unis | Davitamon-Lotto                 | + 0 s           |
| 10e | Jean-Patrick Nazon | France     | AG2R Prévoyance                 | + 0 s           |

## Classement général
Avec une issue disputée au sprint, l'Espagnol Alejandro Valverde (Caisse d'Épargne-Illes Balears) conserve le maillot doré de leader du classement général au terme de cette étape. Il devance toujours le Kazakh Andrey Kashechkin (Astana de 48 secondes et son compatriote Carlos Sastre (CSC) d'une minute et 28 secondes. Seul changement dans le top 10, l'Italien Ruggero Marzoli (Lampre-Fondital), non partant ce matin, laisse sa place en 10e position au Belge Stijn Devolder (Discovery Channel).
| \| Classement général \| Classement général \| Classement général \| Classement général \| Classement général \| \| Coureur \| Coureur \| Pays \| Équipe \| Temps \| \| ------------------ \| -------------------------- \| ------------------ \| ------------------------------ \| ------------------ \| \| 1er \| Alejandro Valverde \| Espagne \| Caisse d'Épargne-Illes Balears \| 58 h 48 min 23 s \| \| 2e \| Andrey Kashechkin \| Kazakhstan \| Astana \| + 48 s \| \| 3e \| Carlos Sastre \| Espagne \| CSC \| + 1 min 25 s \| \| 4e \| Alexandre Vinokourov \| Kazakhstan \| Astana \| + 1 min 48 s \| \| 5e \| José Ángel Gómez Marchante \| Espagne \| Saunier Duval-Prodir \| + 2 min 23 s \| \| 6e \| Janez Brajkovič \| Slovénie \| Discovery Channel \| + 3 min 49 s \| \| 7e \| Vladimir Karpets \| Russie \| Caisse d'Épargne-Illes Balears \| + 4 min 29 s \| \| 8e \| Danilo Di Luca \| Italie \| Liquigas \| + 4 min 48 s \| \| 9e \| Manuel Beltrán \| Espagne \| Discovery Channel \| + 5 min 03 s \| \| 10e \| Stijn Devolder \| Belgique \| Discovery Channel \| + 7 min 15 s \| |                            |            |                                |                  |
| |                            |            |                                |                  |
| |                            |            |                                |                  |
| Classement général |                            |            |                                |                  |
| Coureur | Coureur                    | Pays       | Équipe                         | Temps            |
| 1er | Alejandro Valverde         | Espagne    | Caisse d'Épargne-Illes Balears | 58 h 48 min 23 s |
| 2e | Andrey Kashechkin          | Kazakhstan | Astana                         | + 48 s           |
| 3e | Carlos Sastre              | Espagne    | CSC                            | + 1 min 25 s     |
| 4e | Alexandre Vinokourov       | Kazakhstan | Astana                         | + 1 min 48 s     |
| 5e | José Ángel Gómez Marchante | Espagne    | Saunier Duval-Prodir           | + 2 min 23 s     |
| 6e | Janez Brajkovič            | Slovénie   | Discovery Channel              | + 3 min 49 s     |
| 7e | Vladimir Karpets           | Russie     | Caisse d'Épargne-Illes Balears | + 4 min 29 s     |
| 8e | Danilo Di Luca             | Italie     | Liquigas                       | + 4 min 48 s     |
| 9e | Manuel Beltrán             | Espagne    | Discovery Channel              | + 5 min 03 s     |
| 10e | Stijn Devolder             | Belgique   | Discovery Channel              | + 7 min 15 s     |

## Classements annexes
| Classement par points | Classement par points | Classement par points | Classement par points          | Classement par points |
| Coureur               | Coureur               | Pays                  | Équipe                         | Points                |
| --------------------- | --------------------- | --------------------- | ------------------------------ | --------------------- |
| 1er                   | Thor Hushovd          | Norvège               | Crédit Agricole                | 169 pts               |
| 2e                    | Francisco Ventoso     | Espagne               | Saunier Duval-Prodir           | 89 pts                |
| 3e                    | Alejandro Valverde    | Espagne               | Caisse d'Épargne-Illes Balears | 89 pts                |
| 4e                    | Alexandre Vinokourov  | Kazakhstan            | Astana                         | 82 pts                |
| 5e                    | Stuart O'Grady        | Australie             | CSC                            | 82 pts                |

| Classement par points | Classement par points | Classement par points | Classement par points          | Classement par points |
| Coureur               | Coureur               | Pays                  | Équipe                         | Points                |
| --------------------- | --------------------- | --------------------- | ------------------------------ | --------------------- |
| 1er                   | Thor Hushovd          | Norvège               | Crédit Agricole                | 169 pts               |
| 2e                    | Francisco Ventoso     | Espagne               | Saunier Duval-Prodir           | 89 pts                |
| 3e                    | Alejandro Valverde    | Espagne               | Caisse d'Épargne-Illes Balears | 89 pts                |
| 4e                    | Alexandre Vinokourov  | Kazakhstan            | Astana                         | 82 pts                |
| 5e                    | Stuart O'Grady        | Australie             | CSC                            | 82 pts                |

| Classement de la montagne | Classement de la montagne | Classement de la montagne | Classement de la montagne      | Classement de la montagne |
| Coureur                   | Coureur                   | Pays                      | Équipe                         | Points                    |
| ------------------------- | ------------------------- | ------------------------- | ------------------------------ | ------------------------- |
| 1er                       | Pietro Caucchioli         | Italie                    | Crédit Agricole                | 81 pts                    |
| 2e                        | José Miguel Elías         | Espagne                   | Relax-GAM                      | 70 pts                    |
| 3e                        | Egoi Martínez             | Espagne                   | Discovery Channel              | 67 pts                    |
| 4e                        | David Arroyo              | Espagne                   | Caisse d'Épargne-Illes Balears | 53 pts                    |
| 5e                        | Alejandro Valverde        | Espagne                   | Caisse d'Épargne-Illes Balears | 50 pts                    |

| Classement de la montagne | Classement de la montagne | Classement de la montagne | Classement de la montagne      | Classement de la montagne |
| Coureur                   | Coureur                   | Pays                      | Équipe                         | Points                    |
| ------------------------- | ------------------------- | ------------------------- | ------------------------------ | ------------------------- |
| 1er                       | Pietro Caucchioli         | Italie                    | Crédit Agricole                | 81 pts                    |
| 2e                        | José Miguel Elías         | Espagne                   | Relax-GAM                      | 70 pts                    |
| 3e                        | Egoi Martínez             | Espagne                   | Discovery Channel              | 67 pts                    |
| 4e                        | David Arroyo              | Espagne                   | Caisse d'Épargne-Illes Balears | 53 pts                    |
| 5e                        | Alejandro Valverde        | Espagne                   | Caisse d'Épargne-Illes Balears | 50 pts                    |

| Classement du combiné | Classement du combiné      | Classement du combiné | Classement du combiné          | Classement du combiné |
| Coureur               | Coureur                    | Pays                  | Équipe                         | Points                |
| --------------------- | -------------------------- | --------------------- | ------------------------------ | --------------------- |
| 1er                   | Alejandro Valverde         | Espagne               | Caisse d'Épargne-Illes Balears | 9 pts                 |
| 2e                    | Carlos Sastre              | Espagne               | CSC                            | 18 pts                |
| 3e                    | Alexandre Vinokourov       | Kazakhstan            | Astana                         | 21 pts                |
| 4e                    | Andrey Kashechkin          | Kazakhstan            | Astana                         | 22 pts                |
| 5e                    | José Ángel Gómez Marchante | Espagne               | Saunier Duval-Prodir           | 28 pts                |

| Classement du combiné | Classement du combiné      | Classement du combiné | Classement du combiné          | Classement du combiné |
| Coureur               | Coureur                    | Pays                  | Équipe                         | Points                |
| --------------------- | -------------------------- | --------------------- | ------------------------------ | --------------------- |
| 1er                   | Alejandro Valverde         | Espagne               | Caisse d'Épargne-Illes Balears | 9 pts                 |
| 2e                    | Carlos Sastre              | Espagne               | CSC                            | 18 pts                |
| 3e                    | Alexandre Vinokourov       | Kazakhstan            | Astana                         | 21 pts                |
| 4e                    | Andrey Kashechkin          | Kazakhstan            | Astana                         | 22 pts                |
| 5e                    | José Ángel Gómez Marchante | Espagne               | Saunier Duval-Prodir           | 28 pts                |

| Classement par équipes | Classement par équipes         | Classement par équipes | Classement par équipes |
| Équipe                 | Équipe                         | Pays                   | Temps                  |
| ---------------------- | ------------------------------ | ---------------------- | ---------------------- |
| 1re                    | Discovery Channel              | États-Unis             | 175 h 53 min 00 s      |
| 2e                     | Caisse d'Épargne-Illes Balears | Espagne                | + 10 min 58 s          |
| 3e                     | Astana                         | Espagne                | + 16 min 59 s          |
| 4e                     | Euskaltel-Euskadi              | Espagne                | + 23 min 44 s          |
| 5e                     | Lampre-Fondital                | Italie                 | + 34 min 43 s          |

| Classement par équipes | Classement par équipes         | Classement par équipes | Classement par équipes |
| Équipe                 | Équipe                         | Pays                   | Temps                  |
| ---------------------- | ------------------------------ | ---------------------- | ---------------------- |
| 1re                    | Discovery Channel              | États-Unis             | 175 h 53 min 00 s      |
| 2e                     | Caisse d'Épargne-Illes Balears | Espagne                | + 10 min 58 s          |
| 3e                     | Astana                         | Espagne                | + 16 min 59 s          |
| 4e                     | Euskaltel-Euskadi              | Espagne                | + 23 min 44 s          |
| 5e                     | Lampre-Fondital                | Italie                 | + 34 min 43 s          |